# 509 Iolanda
509 Iolanda è un asteroide della fascia principale del diametro medio di circa 52,99 km. Scoperto nel 1903, presenta un'orbita caratterizzata da un semiasse maggiore pari a 3,0649472 UA e da un'eccentricità di 0,0901130, inclinata di 15,41155° rispetto all'eclittica.
L'origine del suo nome è sconosciuta.